# Качаник (община)
Качаник (серб. Качаник) — община в Косово, входит в Урошевацкий округ.
Занимаемая площадь — 294 км.
Административный центр общины — город Качаник. Община Качаник состоит из 30 населённых пунктов, средняя площадь населённого пункта — 7,0 км².

## Административная принадлежность
| Сербская позиция                                           | Албанская позиция |
| ---------------------------------------------------------- | --- |
| входит в Косовский округ автономного края Косово и Метохия | входит в Урошевацкий округ Республики Косово. Южная часть общины в 2005 году преобразована в отдельную общину Дженерал-Янкович |